# Festmusik ved den nordiske industriudstillings aabningsfest
Festmusik ved den nordiske industriudstillings aabningsfest is een compositie van Niels Gade op tekst van Carl Ploug. Hij schreef het werk voor het openingsfeest op 13 juni 1872 van de Noordse expositie voor industrie en kunsten, die gehouden werd te Kopenhagen. Het werk is geschreven voor gemengd koor en orkest, maar er is ook een uittreksel voor piano quatre mains. De festiviteiten werden gehouden in en rondom een gebouw dat speciaal voor de festiviteiten was ontworpen door Vilhelm Klein. De Festmusik werk door Dan Fog, onderzoeker naar composities van Gade, gerubriceerd als DF119.
Zoals veel gelegenheidsmuziek verdween het in het archief om er na de publieke uitgave in 1873 niet meer uit te komen.

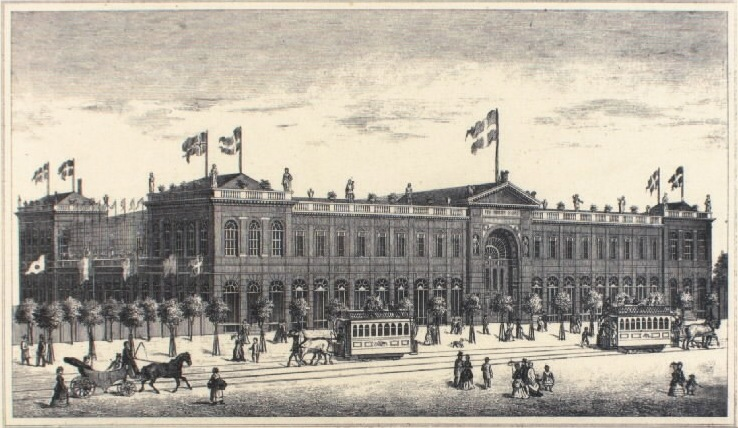
Gebouw voor de industrie